# 龙州凤仙花
龙州凤仙花（学名：Impatiens morsei）为凤仙花科凤仙花属下的一个种。

## 扩展阅读
- 維基物種上的相關：龙州凤仙花